# Tập hợp chính tắc
Bản mẫu:Dịch rất khó
Trong vật lý thống kê, một tập hợp chính tắc là tập hợp thống kê đại diện cho các trạng thái có thể xảy ra của một cơ hệ trong trạng thái cân bằng nhiệt có tiếp xúc với một nguồn nhiệt (còn có thể gọi là bình nhiệt) ở nhiệt độ không đổi. Hệ này có thể trao đổi năng lượng nhưng không trao đổi vật chất với nguồn nhiệt, do đó mỗi trạng thái của hệ sẽ có tổng năng lượng khác biệt.
Biến số nhiệt động lực học của tập hợp chính tắc mà xác định sự phân bố khả năng của các trạng thái, là nhiệt độ tuyệt đối (kí hiệu: T). Tập hợp chính tắc cũng phụ thuộc vào các biến cơ học như số lượng hạt trong hệ (kí hiệu N) và thể tích hệ (kí hiệu V); mỗi đại lượng này ảnh hưởng đến các trạng thái tự nhiên bên trong hệ. Một tập hợp được xác định bởi ba thông số này thỉnh thoảng được gọi là tập hợp NVT.
Tập hợp chính tắc quy cho một xác suất P cho mỗi vi trạng thái khác nhau được biểu diễn bởi công thức hàm số mũ sau:
{\displaystyle P=e^{(F-E)/(kT)},}
trong đó E là tổng năng lượng của vi trạng thái, và k là hằng số Boltzmann.
Thông số F là năng lượng tự do (nói chính xác là năng lượng tự do Hemholtz) và là hằng số cho tập hợp chính tắc. Dù sao, xác suất và F sẽ thay đổi nếu các thông số N, V, T khác nhau được lựa chọn. Năng lượng tự do F phục vụ hai vai trò: thứ nhất, nó cung cấp một nhân tố tiêu chuẩn cho sự phân bố xác suất (các xác suất, trên tập hợp hoàn chỉnh của các vi trạng thái, làm thành một); thứ hai, nhiều giá trị tập hợp trung bình quan trọng có thể được tính toán trực tiếp từ hàm số F(N, V, T).
Một công thức thay thế tương đương cho cùng khái niệm được thể hiện như sau:
{\displaystyle \textstyle P={\frac {1}{Z}}e^{-E/(kT)},}
trong đó sử dụng hàm số chia tách chính tắc là:
{\displaystyle \textstyle Z=e^{-F/(kT)}}
thay cho năng lượng tự do. Các phương trình bên dưới (về mặt năng lượng tự do) có thể được khẳng định lại về mặt hàm số chia tách chính tắc bằng các thao tác toán học cơ bản.
Trong lịch sử, tập hợp chính tắc được mô tả lần đầu tiên bởi Boltzmann năm 1884 trong một bài báo liên quan. Khái niệm này sau đó được phát biểu thành công thức và tìm hiểu rộng khắp bởi Gibbs năm 1902.

## Tính ứng dụng của tập hợp chính tắc
Tập hợp chính tắc là tập hợp các trạng thái mô tả các trạng thái có thể có của một hệ thống ở trạng thái cân bằng nhiệt với một bồn tắm nhiệt (nguồn gốc của thực tế này có thể được tìm thấy trong Gibbs).
Những cuốn kinh điển tập hợp được áp dụng cho những hệ thống có kích cỡ khác nhau; trong khi cần thiết để giả định rằng tấm nhiệt là rất lớn (i.e, có giới hạn vĩ mô), hệ thống có thể nhỏ hoặc lớn.
Các điều kiện mà hệ thống được cô lập cơ là cần thiết để đảm bảo nó không trao đổi năng lượng với bất kì đối tượng bên ngoài nào lên cạnh bồn tắm nhiệt. Nói chung, mong muốn áp dụng tập hợp quy tắc cho các hệ thống tiếp xúc trực tiếp với bồn tắm nhiệt, vì nó là sự tiếp xúc đảm bảo sự cân bằng. Trong các tình huống thực tế, việc sử dụng bộ quần thể canonical thường được chứng minh 1) bằng cách giả định rằng tiếp xúc là yếu cơ học, hoặc 2) bằng cách kết hợp một phần phù hợp của kết nối bồn tắm nhiệt vào hệ thống được phân tích, do đó ảnh hưởng cơ học của kết nối trên hệ thống được mô hình hóa trong hệ thống.
Khi tổng năng lượng là cố định nhưng trạng thái nội bộ của hệ thống là không rõ, mô tả thích hợp không phải là đoàn thể Canonical mà là đoàn thể Microcanonical. Đối với các hệ thống mà số hạt là biến (do tiếp xúc với một hồ chứa hạt, mô tả chính xác là Grand Canonical Ensemble. Trong sách giáo khoa Vật lí thống kê cho các hệ thông hạt tương tác, ba cụm được giả định là tương đương nhiệt động lực học: các dao động của các đại lượng vĩ mô xung quanh giá trị trung bình của chúng trở nên nhỏ và khi số lượng các hat có xu hướng vô cùng, chúng có xu hướng biến mất. Trong giới hạn sau, được gọi là giới hạn nhiệt động lực học, các ràng buộc trung bình có hiệu quả trở thành các ràng buộc cứng. Giả định về sự tương đương đoàn thể có từ thời Gibbs và đã được xác minh cho một số mô hình của hệ vật lí với tương tác tầm ngắn và chịu một số lượng nhỏ các ràng buộc vĩ mô. Mặc dù thực tế là nhiều sách giáo khoa vẫn truyền đạt thông điệp rằng sự tương đương tập thể giữ cho tất cả các hệ thống vật lí, trong những thập kỉ qua các ví dụ khác nhau của các hệ thống vật lí đã được tìm thấy mà sự phá vỡ sự tương đương tập hợp xảy ra.

## Tính chất
- Tính duy nhất: Tập hợp chính tắc được xác định duy nhất cho một hệ vật lí đã cho trong một nhiệt độ đã cho, và không phụ thuộc vào các lựa chọn tuỳ ý như lựa chọn hệ toạ độ (Cơ học cổ điển), cơ sở (Cơ học lượng tử) hoặc năng lượng điểm không.[1]
- Cân bằng thống kê: Một tập hợp chính tắc không phát triển theo thời gian, mặc dù hệ thống cơ bản là trong chuyển động không đổi. Điều này là bởi vì tập hợp chỉ là một chức năng của một đại lượng bảo toàn của hệ thống (năng lượng).
- Cân bằng nhiệt động lực học với các hệ khác: Hai hệ thống, mỗi hệ được mô tả bởi một tổ hợp nhiệt độ như nhau, được đưa vào tiếp xúc nhiệt sẽ giữ lại cùng một tổ hợp và hệ thống kết hợp được mô rả bởi một tổ hợp nhiệt độ giống nhau.
- Entropy tối đa
- Năng lượng tự do tối thiểu